# Bernard Bachrach
Bernard Bachrach, född 14 maj 1939 i Bronx i New York, död 14 juli 2023 i Saint Paul, Minnesota, var en amerikansk professor i historia vid University of Minnesota. Han var bland annat specialist på Frankerrikets militärhistoria.